# MBC 뉴스대행진
《MBC 뉴스대행진》은 하루동안 대구, 경북 지역에 있었던 각종 주요 이슈들과 사건 사고들을 보도하고 대구, 경북 지역 발전 그리고 대구, 경북 시도민의 행복한 삶을 위한 방안은 무엇인지 취재 기자들과 함께 심층 보도하는 대구MBC 표준FM의 퇴근길 저녁종합뉴스 프로그램이다.

## 앵커
- 김철우, 심병철, 이상원, 조재한, 한태연 (대구MBC 기자)

## 주파수 안내
- 대구, 경북권 표준FM 96.5MHz
- 김천 표준FM 98.7MHz
- 와룡산 표준FM 100.3MHz

## 같이 보기
- 대구문화방송
- MBC TV
- 신장식의 뉴스 하이킥